# Adam Richard de la Chapelle
Adam Richard de la Chapelle, född i Frankrike, död 1636 på Koporje slott, Ingermanland, var en fransk-svensk militär.
de la Chapelle inträdde 1611 i svensk tjänst och deltog i Ingermanländska kriget, var 1614 ryttmästare för en fana dragoner, minörer och petarderare och ingick med 111 man i den truppstyrka som kvarlämnades vid Pskov efter den misslyckade belägringen 1615. År 1617 var han kapten över ett kompani fotfolk och fungerade under året som kommendant i Goldingen. Som kapten vid det under greve Filip von Mansfeld uppsatta livregementet deltog 1621 han med berömmelse i Rigas erövring. Tillsammans med Johan Banér gick han i spetsen för stormningen av utanverken framför Jakobsporten. Vid detta tillfälle stupade en av de la Chapelles söner.
Efter fälttågts slut tjänstgjorde han på olika poster i Sverige. 1623 var han befälhavare för slottsvakten på Gripsholms slott och 1625 hade han uppdraget att sörja för utrustningen på Kalmar slott. Han skrev själv sitt namn Lachapelle och gick i Sverige under namnet "Laskepelle" och hans soldater, som enligt traditionen skulle ha värvats bland stråtrövare och andra brottslingar, kallades "Laskepellar". De gjorde sig ökända såväl i Sverige som utomlands för sina plundringar och sitt våldsamma beteende. Själv var de la Chapelle inte heller nogräknad i sitt umgänge; han ägde flera hus i Stockholm som han hyrde ut till enklare individer och omtalas i samband med en rättegång som kund hos stadens prostituerade.
Sommaren 1625 återvände de la Chapelle till Livland, där kriget nu återupptogs. Han hade 1623 blivit överstelöjtnant för ett dragonregemente, med vilket han deltog i fälttågen i Livland och Preussen 1625-1629 och utmärkte sig särskilt i det polska fälttåget 1628. Vid belägringen av Brodnica samma år ledde de la Chapelle en del av mineringsarbetet. Året därpå erhöll han avsked. Vid sin död anges han ha varit krympling, vilket gör att man kan anta avskedet berott på skador som gjort att han inte längre kunnat upprätthålla sin tjänst. 1635 blev han slottshövitsman på Korpoje slott.